# Jerry Winholtz
Jerry Elmer Winholtz (Mount Pleasant, Iowa, 5 d'agost de 1874 - 16 de juny de 1962) va ser un lluitador estatunidenc que va competir a primers del segle xx. El 1904 va prendre part en els Jocs Olímpics de Saint Louis, on va guanyar la medalla de bronze en la categoria de pes wèlter, de fins a 71,7 kg. Winholtz s'imposà en la lluita per la medalla de bronze a William Hennessy, després que hagués perdut contra Charles Ericksen en els quarts de final. En aquests mateixos Jocs també disputà la prova del pes lleuger, però perdé en vuitens de final.